# Xuân Trường
Xuân Trường là một huyện nằm ở phía bắc tỉnh Nam Định, Việt Nam.

## Vị trí địa lý
Huyện Xuân Trường nằm ở phía bắc của tỉnh Nam Định, nằm cách thành phố Nam Định khoảng 35 km về phía bắc, cách trung tâm thủ đô Hà Nội khoảng 125 km, có vị trí địa lý:
- Phía đông giáp huyện Giao Thủy
- Phía tây giáp huyện Trực Ninh
- Phía nam giáp huyện Hải Hậu
- Phía bắc giáp huyện Vũ Thư (Thái Bình)
- Phía đông bắc giáp huyện Kiến Xương (Thái Bình).

Ranh giới phía Bắc với tỉnh Thái Bình là sông Hồng. Ranh giới phía Tây với huyện Trực Ninh là sông Ninh Cơ, ranh giới phía Đông Nam với huyện Giao Thủy là sông Sò.
Dân số năm 2010 là 190.000 người. 30% dân số theo đạo Thiên Chúa.

## Hành chính
Huyện Xuân Trường có 14 đơn vị hành chính cấp xã trực thuộc, bao gồm thị trấn Xuân Trường (huyện lỵ) và 13 xã: Thọ Nghiệp, Trà Lũ, Xuân Châu, Xuân Giang, Xuân Hồng, Xuân Ngọc, Xuân Ninh, Xuân Phú, Xuân Phúc, Xuân Tân, Xuân Thành, Xuân Thượng, Xuân Vinh.

## Lịch sử
Xuân Trường 春長 là tên gọi có lịch sử lâu đời sau nhiều lần chia tách, sáp nhập đến nay là tên một huyện tỉnh Nam Định.
Trước năm 1945
Vùng đất có huyện Xuân Trường vào thời Lý (1010 - 1225) được gọi là “Hải Thanh 海清“.
Đến đời Vua Trần Thái Tông (1225 - 1258) đổi là “Thiên Thanh 天清”.
Đời Vua Trần Thánh Tông (1258 - 1278) gọi là “Thiên Trường 天長” (chữ “Thiên 天” với ý nghĩa chủ yếu là “Trời chữ “Trường 長” với ý nghĩa chủ yếu là: dài, lớn). Lúc đầu, lộ Thiên Trường bao gồm cả tỉnh Nam Định và một phần lớn tỉnh Thái Bình ngày nay. Dần dần, Thiên Trường chỉ còn là một phủ.
Thời thuộc Minh gọi là Phụng Hóa, sang triều Lê lấy lại tên Thiên Trường.
Thời Nguyễn, triều vua Tự Đức, phủ Thiên Trường bao gồm phần đất nay là các huyện Nam Trực, Trực Ninh, Xuân Trường, Giao Thủy, Hải Hậu của tỉnh Nam Định. Các huyện Vũ Tiên, Kiến Xương, Tiền Hải của tỉnh Thái Bình chuyển về Phủ Kiến Xương.
Năm 1862, vua Tự Đức cho đổi tên “phủ Thiên Trường 天長府” thành “phủ Xuân Trường 春長府”. Lúc này, phủ Xuân Trường bao gồm 3 huyện: Nam Trực, Trực Ninh, Giao Thủy.
Huyện Giao Thủy bao gồm cả huyện Xuân Trường ngày nay. Lỵ sở phủ Xuân Trường và huyện Giao Thủy đều nằm ở Tương Nam (Nhương Nam), khu vực trường THPT Lý Tự Trọng – Nam Thanh – Nam Trực – Nam Định.

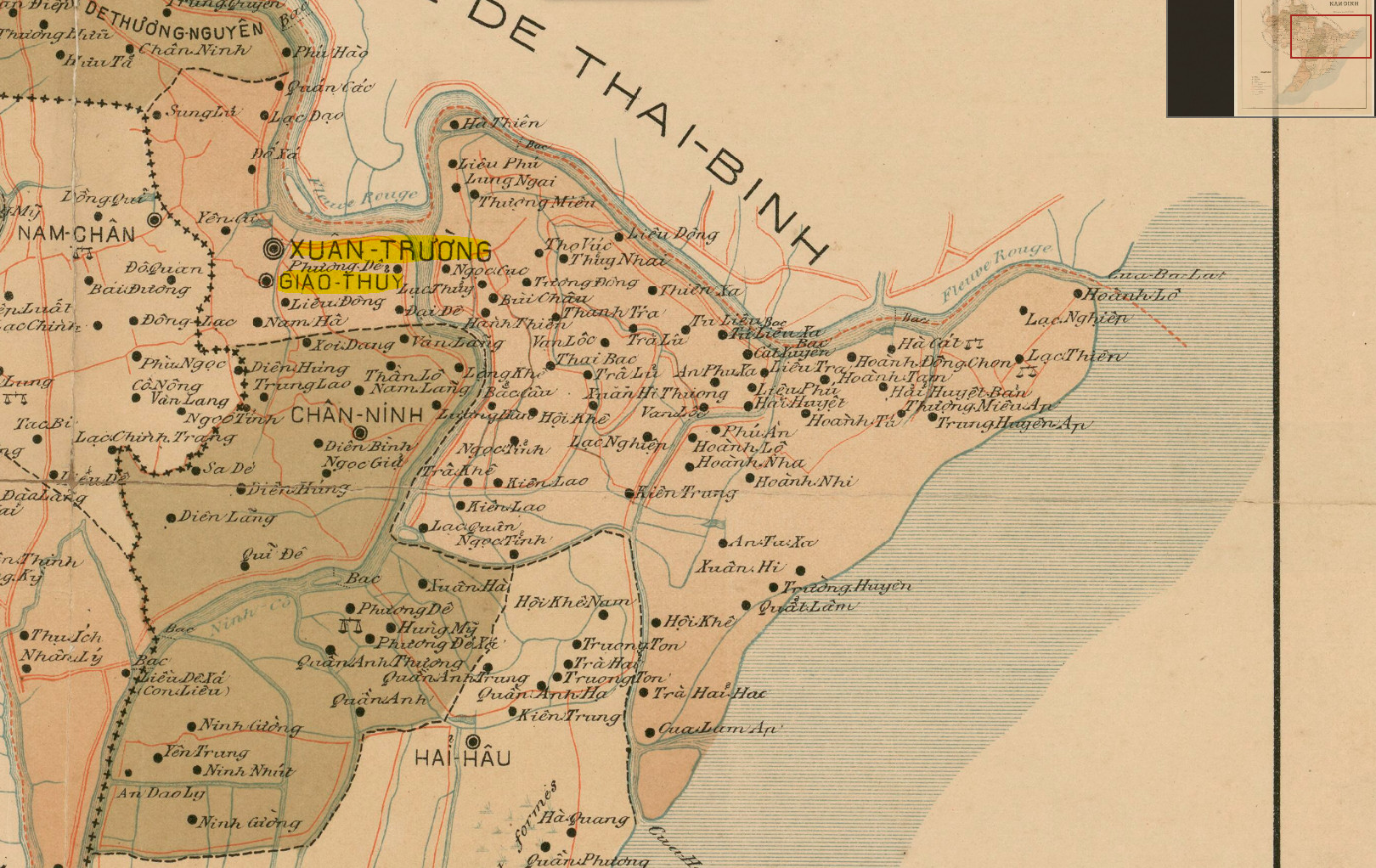
Bản đồ Phủ Xuân Trường 1891

Chú ý cần phân biệt tên gọi Giao Thủy:
Một vạn/làng/hương Giao Thủy cổ xưa có từ thời Lý, địa danh này gắn với lịch sử chùa Keo - Thần Quang tự và chùa Diên Phúc - Viên Quang tự (Nghĩa Xá), vị trí tương đối của hương Giao Thủy thời Lý bao gồm phần phía Đông Nam của huyện Nam Trực, từ phía Bắc xã Tân Thịnh, qua Thị trấn Cổ Lễ, sang tả ngạn sông Hồng thuộc huyện Vũ Thư - Thái Bình.
Hương Giao Thủy sau khi lấn biển, mở rộng diện tích đổi thành huyện Giao Thủy cổ xưa (trước 1945) rất rộng gồm cả huyện Trực Ninh, Xuân Trường, Giao Thủy, Hải Hậu hiện nay.
Huyện Giao Thủy hiện tại nhỏ hẹp hơn (được tách ra từ huyện Xuân Thủy, phân định địa giới với huyện Xuân Trường sau năm 1945) là một phần nhỏ và đất mới bồi của huyện Giao Thủy cổ xưa.
Năm 1888, lập huyện Hải Hậu gồm một số xã (tổng) cắt từ huyện Trực Ninh và một số xã (tổng) của huyện Giao Thủy. Khi đó, phủ Xuân Trường quản hạt 4 huyện: Nam Trực, Trực Ninh, Giao Thủy, Hải Hậu.
Năm 1889, triều Vua Thành Thái bỏ cấp phủ, lấy tên “phủ” để gọi cho huyện lớn nhất trong phủ. “phủ Xuân Trường” được gọi thay cho “huyện Giao Thủy” (mặc dù trong các văn bản hành chính, sắc phong sau đó vẫn dùng chữ “Huyện Giao Thủy”). Dời lỵ sở về làng Ngọc Cục, nay là toàn bộ khuôn viên trường THPT Xuân Trường. Phủ Xuân Trường lúc này chỉ còn phần đất hai huyện Xuân Trường và Giao Thủy hiện tại.
Đến năm 1934, triều Vua Bảo Đại, đã tách phủ Xuân Trường thành 2 huyện: Xuân Trường và Giao Thủy, lấy sông Sò làm mốc giới ngăn cách.

Huyện Xuân Trường lúc này có 5 tổng: Cát Xuyên, Hành Cung, Kiên Lao, Trà Lũ và Thủy Nhai.
+ Tổng Cát Xuyên có 11 xã, phường: Cát Xuyên, Liêu Phú, Chùy Khê, Hạ Miêu, Đông An, An Phú, Lãng Lăng, Liêu Đông, Liêu Thượng, An Đạo, phường thủy cơ An Phú. Đầu thế kỷ XX số xã của tổng Cát Xuyên là 14 xã với các thay đổi:
- Xã An Phú chia đổi thành hai xã An Phú Giáo và An Phú Lương.
- Xã Lãng Lăng chia đổi thành hai xã Lãng Lăng Giáo và Lãng Lăng Lương.
- Bỏ các xã Liêu Phú và phường thủy cơ An Phú. Các xã mới ra đời là Lạc Thành, Phong Miêu, Phú Ân, Thuận Thành, Văn Phú.
Tổng Cát Xuyên xưa nay là phần đất các xã Xuân Thành, Xuân Tân, Xuân Phú.
+ Tổng Hành Cung có 11 xã, ấp là: Hành Cung, Quy Phú, Dũng Nhuệ, Nhương Đông, Kênh Đào, Phan Xá, Chi Phong, Ngọc Cục, Hành Hà, La Xuyên, ấp Tứ Chiếng chợ Kênh Đào.
Thời Minh Mệnh đổi tổng Hành Cung thành tổng Hành Thiện. Năm Đồng Khánh 3 (1891) cắt một số làng, xóm của tổng Hành Thiện là: La Xuyên, Quy Phú, Thanh Hà, Nghĩa, Kênh Thao, Chi Phong, Phan Xá, Nhương Đông (Tương Đông) phụ sang cho huyện Vũ Tiên (Thái Bình). Đầu thế kỷ XX cắt một số ấp của các xã tổng Hành Thiện thành lập tổng Lạc Thiện. Tổng Hành Thiện thời này còn 8 xã, ấp: Dũng Trí, ấp An Hành, Hạc Châu, Hạc Lương, Hành Thiện, Ngọc Cục, Sa Cao, Thuận An. Hầu hết các xã đã đổi tên như Hành Cung thành Hành Thiện, Dũng Nhuệ thành Dũng Trí...
Tổng Hành Thiện bao gồm phần đất các xã Xuân Châu, Xuân Hồng một số phần thuộc huyện Vũ - Thư Thái Bình ngày nay.
+ Tổng Thủy Nhai có 13 xã, phường: Thủy Nhai, Trung Lễ, Hạ Linh, Trung Linh, An Cư, Phú Đường, Phú Nhai, Lục Thủy, Thượng Miêu, Nhật Hy, Bùi Chu, Hoành Quán, phường thủy cơ An Cư.
Đầu thế kỷ XX chia tách xã Phú Đường thành hai xã mới là Liên Thủy và Phú An; Tách xã Thủy Nhai thêm thôn Thủy Nhai Trung; Đổi tên xã Thượng Miêu thành xã Thượng Phúc; Chia xã Nhật Hy thành hai xã Nhật Hy Thượng và Xuân Bảng.
Tổng Thủy Nhai gồm các xã Xuân Ngọc, Xuân Thủy, Xuân Trượng và một phần Xuân Vinh, thị trấn Xuân Trường ngày nay
+ Tổng Trà Lũ có 8 xã, phường là: Trà Lũ, Lạc Nghiệp, Vạn Lộc, Trà Khê, Quần Cống, Hoành Vực, Chùy Trà, phường thủy cơ Trà Lũ.
Đầu thế kỷ XX đổi tên xã Hoành Vực thành xã Thọ Vực; xã Chùy Trà thành xã Thanh Trà (sau lại đổi Thanh Trà thành Thanh Khê); xã Quần Cống thành xã Thiên Thiện; Chia xã Trà Lũ làm Trà Lũ Đông, Trà Lũ Đoài, Trà Lũ Bắc, Trà Lũ Trung và lấy trại Nam Điền thuộc xã Trà Lũ Trung lập thành xã Nam Điền. Bỏ phường thủy cơ Trà Lũ.
Tổng Trà Lũ bao gồm phần đất các xã Xuân Trung, Xuân Bắc, Xuân Phương, Xuân Phong, Thọ Nghiệp và một phần Xuân Vinh ngày nay.
+ Tổng Kiên Lao có 8 xã là: Kiên Lao, Hội Khê, Hà Lạn, Quần Mông, Trà Hải, Cẩm Hà, Ngọc Tỉnh, Bắc Câu.
Năm 1888 thành lập huyện Hải Hậu thì năm Đồng Khánh 3 (1891) cắt một nửa tổng Kiên Lao phụ vào huyện Hải Hậu. (Cụ thể là thôn Lạc Nam (do xã Quần Mông chia ra), xã Kiên Trung (tách từ xã Kiên Lao), xã Trà Trung và Trà Hạ (tách từ xã Trà Hải), xã Hội Khê (tách từ xã Hội Khê), xã Hà Quang (tách từ xã Cẩm Hà) và xã Hà Lạn).
Đầu thê kỷ XX tổng Kiên Lao có 10 xã: Kiên Lao, Bắc Câu, Hội Khê Bắc, Hội Khê Ngoại, Lạc Quần, Nghĩa Xá, Ngọc Tỉnh, Thanh Khê, Trà Thượng, Xuân Dục.

Tổng Kiên Lao nay thuộc phần đất các xã Xuân Ninh, Xuân Kiên, Xuân Tiến, Xuân Hòa, thị trấn Xuân Trường.
Sau năm 1945: Ngày 9 – 10 – 1945, Hội đồng Chính phủ nước Việt Nam dân chủ cộng hòa quyết nghị các thành phố, tỉnh, phủ, huyện được gọi theo tên cũ từ thời phong kiến. Huyện Xuân Trường gọi lại là phủ Xuân Trường
 Từ năm 1945, huyện Xuân Trường có sự điều chỉnh sát nhập nhiều xã cũ thành xã mới, huyện Xuân Trường có 19 xã:
- Nam Châu (Hạc Châu, Hạc Lương, Sa Cao, Thuận An).
- Tiên Châu (Hành Thiện, Dũng Trí, Ngọc Cục).
- Thượng Phúc (Thượng Miêu).
- Cát An (Cát Xuyên, Chùy Khê, An Phú, Lãng Lăng, Phú Ân).
- Tân An (Phong Miêu, Hạ Miêu, Liêu Đông, Liêu Thượng).
- Tân Trào (Văn Phú, Đông An).
- Vạn Thọ Trà (Vạn Lộc, Trà Khê, Thanh Trà, Thọ Vực)
- Xuân Thủy Quán (Thủy Nhai, Xuân Hy, Hoành Quán).
- Trà Bắc (Trà Lũ Bắc).
- Trà Phú (Trà Lũ Đông, Trà Lũ Đoài, Trà Lũ Trung, Phú Nhai).
- Xuân An (An Cư).
- Nam Điền (Nam Điền).
- Lạc Thiện Thọ (Lạc Nghiệp, Tự Lạc, Thiên Thiện, Nhân Thọ).
- Tân Dân (Ngọc Tỉnh, Bắc Câu, Trà Thượng).
- Kiên Lao (Kiên Lao).
- Xuân Lạc Nghĩa (Lạc Quần, Nghĩa Xá, Xuân Dục).
- Cộng Hòa (Hội Khê).
- Lục Liên (Lục Thủy, Liên Thượng).
- Ngọc Hồ (Trung Lễ, Trung Linh, Hạ Linh, Bùi Chu).

Năm 1948, theo Sắc lệnh số 148-SL ngày 25 tháng 3 năm 1948 của Chủ tịch Chính phủ nước Việt Nam dân chủ cộng hòa, đổi gọi phủ Xuân Trường thành huyện Xuân Trường. 
Nghị định số 224-TTg của Thủ tướng Chính phủ nước Việt Nam dân chủ cộng hòa ngày 15 – 10 – 1952 đổi tên 19 xã của huyện Xuân Trường như sau:
- Xã Nam Châu đổi là xã Xuân Châu.
- Xã Tiên Châu đổi là xã Xuân Khu.
- Xã Thượng Phúc đổi là xã Xuân Thượng.
- Xã Cát An đổi là xã Xuân Đài.
- Xã Tân An đổi là xã Xuân Thành.
- Xã Tân Trào đổi là xã Xuân Tân.
- Xã Vạn Thọ Trà đổi là xã Xuân Phong.
- Xã Xuân Thủy Quán đổi là Xuân Thủy.
- Xã Trà Bắc đổi là Xuân Bắc.
- Xã Trà Phú đổi là xã Xuân Phương.
- Xã Xuân An vẫn gọi là xã Xuân An.
- Xã Nam Điền đổi gọi là xã Xuân Nam.
- Xã Lạc Thiện Thọ đổi gọi là xã Xuân Thọ.
- Xã Tân Dân đổi gọi là xã Xuân Hải.
- Xã Kiên Lao đổi gọi là xã Xuân Kiên.
- Xã Xuân Lạc Nghĩa đổi gọi là xã Xuân Lạc.
- Xã Cộng Hòa đổi gọi là xã Xuân Hòa.
- Xã Ngọc Hồ đổi gọi là xã Xuân Ngọc.
- Xã Lục Liên đổi gọi là xã Xuân Liên.

Giai đoạn từ 1954 đến 1960, huyện Xuân Trường có sự điều chỉnh các xã như sau:
    + Sáp nhập xã Xuân Liên vào xã Xuân Ngọc.
    + Quyết nghị số 677 QN/UB của UBHC LK3 ngày 3 – 12 – 1957 chia xã Xuân Ngọc của huyện Xuân Trường thành 2 xã mới là Xuân Ngọc và Xuân Thiện.
- Xã Xuân Ngọc (gồm các thôn Bùi Chu, Hạ Linh, Liên Thượng, Liên Hạ, Phú An, thị trấn Bùi Chu).
- Xã Xuân Thiện (gồm các thôn Đô Trang, An Phú, An Thịnh, Đồng Nê, trại Trí Thiện, trại Thất Sự).

   Thời kỳ sau cải cách ruộng đất 1956, có sự điều chỉnh tách, nhập một số thôn, xã huyện Xuân Trường như sau:
- Xã Xuân Khu chia thành hai xã là Xuân Khu và Xuân Tiên.
- Xã Xuân Phương chia thành hai xã là Xuân Phương và Xuân Trung.
- Xã Xuân Lạc chia thành hai xã là Xuân Lạc và Xuân Nghĩa.
- Xã Xuân Thọ chia thành hai xã là Xuân Thọ và Xuân Nghiệp.
- Xã Xuân Hòa chia thành hai xã là Xuân Hòa và Xuân Dương.
- Xã Xuân Kiên chia thành hai xã Xuân Kiên và Xuân Tiến.

   Thời kỳ này huyện Xuân Trường có 26 xã: Xuân Khu, Xuân Tiên, Xuân Thiện, Xuân Châu, Xuân Thượng, Xuân Đài, Xuân Phú, Xuân Thành, Xuân Tân, Xuân Phong, Xuân Thủy, Xuân Bắc, Xuân Trung, Xuân Phương, Xuân Thọ, Xuân Nghiệp, Xuân An, Xuân Nam, Xuân Hải, Xuân Kiên, Xuân Hòa, Xuân Dương, Xuân Lạc, Xuân Nghĩa, Xuân Ngọc, Xuân Tiến.

Ngày 22 tháng 12 năm 1967, theo quyết định số 174-CP ngày 11 – 12 – 1967 của Hội đồng Chính phủ nước Việt Nam dân chủ cộng hòa thành lập huyện Xuân Thủy trên cơ sở hợp nhất hai huyện Xuân Trường và huyện Giao Thủy.
Quyết định số 89-NV ngày 18 – 3 – 1968 của Bộ trưởng Bộ Nội vụ thay đổi đơn vị hành chính cấp xã của huyện Xuân Thủy:
- Sát nhập thôn Quần Lung của xã Xuân Dương vào xã Xuân Nam.
- Sát nhập hai xã Xuân Dương và Xuân Hòa thành xã Xuân Hòa.
Quyết định số 164-NV ngày 28 – 3 – 1969 của Bộ trưởng Bộ Nội vụ thay đổi địa giới địa danh một số xã của huyện Xuân Thủy, trong đó có một số đơn vị thuộc đất huyện Xuân Trường trước đó là:
- Sát nhập xã Xuân Nghĩa với xã Xuân Lạc thành xã Xuân Ninh.
- Sát nhập xã Xuân Thọ với xã Xuân Nghiệp thành xã Thọ Nghiệp.
- Sát nhập xã Xuân Khu với xã Xuân Tiên và xã Xuân Thiện thành xã Xuân Hồng.
 Quyết định số 233-TTg ngày 21 – 8 – 1971 của Bộ trưởng Phủ Thủ tướng:
- Sát nhập thôn Xuân Bảng của xã Xuân An vào xã Xuân Hải và đổi tên xã Xuân Hải thành xã Xuân Hùng.
- Sát nhập thôn An Cư của xã Xuân An vào xã Xuân Nam và đổi tên xã Xuân Nam thành xã Xuân Vinh.

Xã Xuân An đã bị giải thể.
Năm 1975 hợp nhất tỉnh Nam Hà và tỉnh Ninh Bình thành tỉnh Hà Nam Ninh. Huyện Xuân Thủy thuộc tỉnh Hà Nam Ninh.
Năm 1991 chia tách tỉnh Hà Nam Ninh thành tỉnh Nam Hà và tỉnh Ninh Bình. Huyện Xuân Thủy thuộc tỉnh Nam Hà.
Năm 1996 chia tách tỉnh Nam Hà thành tỉnh Nam Định và tỉnh Hà Nam. Huyện Xuân Thủy thuộc tỉnh Nam Định.
Giai đoạn hiện nay

Nghị định số 19-CP ngày 16 – 2 – 1997 của Chính phủ chia tách huyện Xuân Thủy thành huyện Xuân Trường và huyện Giao Thủy. Huyện Xuân Trường có 20 xã. Địa danh địa giới các xã của huyện Xuân Trường từ đó đến năm 2002 không có gì thay đổi lớn. Danh sách các xã, xóm của huyện Xuân Trường như sau:
1- Xã Thọ Nghiệp gồm các thôn Lạc Nghiệp, Thổ, Đoài Cựu, Đa Cốt, Tự Lạc, Nhân Thọ, Thiên Thiện, Trà Thủy (thuộc tổng Trà Lũ cũ).
2- Xã Xuân Bắc gồm các xóm gọi theo thứ tự từ 1 đến 12 thuộc làng cổ Trà Lũ Bắc (thuộc tổng Trà Lũ cũ).
3- Xã Xuân Châu gồm các xóm Cộng Hòa, Đinh, Lê Lợi, Đoàn Kết, Tân Dân, Phan Bội Châu, Tuần, Đại Đồng (thuộc tổng Hành Thiện cũ).
4- Xã Xuân Đài gồm các thôn Trùy Khê, An Phú Nội, An Phú Ngoại, Lãng Lăng, Ngũ Khu (thuộc tổng Hành Thiện cũ).
5 – Xã Xuân Hòa gồm các xóm gọi theo thứ tự từ 1 đến 18 (thuộc tổng Kiên Lao cũ).
6- Xã Xuân Hồng gồm các thôn Hành Thiện, Phú Thủy, Hồng Thiện, xóm Chài (thuộc tổng Hành Thiện cũ).
7- Xã Xuân Hùng gồm các thôn Cấp Tứ, Xuân Bảng, Hội Khê, Ngọc Tỉnh, Bắc Câu, Trà Thượng (thuộc tổng Kiên Lao cũ).
8- Xã Xuân Kiên gồm các xóm 8. 9. 10A, 10B, 13, 14, 15, 16, 19A,19B, 19C (thuộc tổng Kiên Lao cũ).
9- Xã Xuân Ngọc gồm thôn Liêu Thượng, Bùi Chu, phố Bùi Chu, Trung Lễ, Liêu Hạ, Trung Linh, Hạ Linh, Phú An, Phố Mới (thuộc tổng Thủy Nhai cũ).
10- Xã Xuân Ninh gồm các thôn Nghĩa Xá, Hưng Nhân, Xuân Dục (thuộc tổng Kiên Lao cũ).
11- Xã Xuân Phong gồm các xóm gọi theo thứ tự từ 1 đến 18 (thuộc tổng Trà Lũ cũ).
12- Xã Xuân Phú gồm các xóm Trung Tiến, Cộng Hòa, Bình Minh, Quyết Thắng, Trưng Trắc, Trưng Nhị, Đoàn Kết, Hoàng Anh, Cố Gắng, La Văn Cầu, Hạnh Phúc, Đông Thượng, Tây Nam, Giải Phóng, Xuân Châu (thuộc tổng Cát Xuyên cũ).
13- Xã Xuân Phương gồm các xóm gọi theo thứ tự từ 1 đến 6 và hai xóm Nam, Bắc (các làng Trà Lũ Đông, trà Lũ Đoài thuộc tổng Trà Lũ, làng Phú Nhai thuộc tổng Thủy Nhai cũ).
14- Xã Xuân Tân gồm các thôn An Đạo Liêu Đông, Nam Phú (thuộc tổng Cát Xuyên cũ).
15- Xã Xuân Thành gồm các xóm gọi theo thứ tự từ 1 đến 12 (thuộc tổng Cát Xuyên cũ).
16- Xã Xuân Tiến gồm các xóm gọi theo thứ tự từ 1 đến 10 (thuộc tổng Kiên Lao cũ).
17- Xã Xuân Thủy gồm các xóm gọi theo thứ tự từ 1 đến 14 (thuộc tổng Thủy Nhai cũ).
18- Xã Xuân Thượng gồm các thôn Trung, Đoài, Bắc.
19- Xã Xuân Trung gồm các xóm gọi theo thứ tự từ 1 đến 11 (gồm một phần Trà Lũ Đoài, Trà Lũ Trung thuộc tổng Trà Lũ cũ).

20- Xã Xuân Vinh gồm các thôn An Cư, Quốc Khánh, Quang Trung, Nam Hải, Nam Hồng.
Nghị định của Chính phủ số 137/2003 ngày 14 – 11 – 2003 thành lập thị trấn Xuân Trường gồm toàn bộ diện tích và dân cư của xã Xuân Hùng và một phần diện tích và dân cư của xã Xuân Ngọc. Xã Xuân Hùng được giải thể, trở thành đất của thị trấn huyện lỵ Xuân Trường.
Ngày 23 tháng 7 năm 2024, Ủy ban Thường vụ Quốc hội ban hành Nghị quyết số 1104/NQ-UBTVQH15 về việc sắp xếp đơn vị hành chính cấp huyện, cấp xã trên địa bàn tỉnh Nam Định (nghị quyết có hiệu lực từ ngày 1 tháng 9 năm 2024). Theo đó:
- Sáp nhập 3 xã: Xuân Bắc, Xuân Phương và Xuân Trung thành xã Trà Lũ
- Sáp nhập 3 xã: Xuân Đài, Xuân Phong và Xuân Thủy thành xã Xuân Giang
- Sáp nhập 3 xã: Xuân Hòa, Xuân Kiên và Xuân Tiến thành xã Xuân Phúc.

Từ đây huyện Xuân Trường có 13 xã và 1 thị trấn như hiện nay.

## Danh nhân

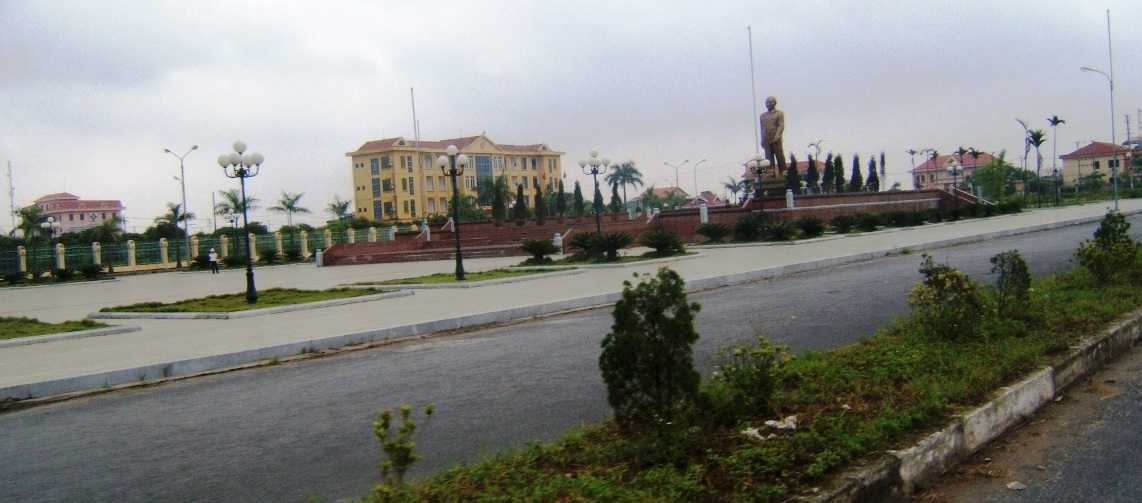
Khu nhà lưu niệm Trường Chinh ở thị trấn Xuân Trường

- Dương Không Lộ - Thiền sư, quốc sư thời Lý, chữa bệnh sợ tiếng Mộc Tinh cho vua Lý Nhân Tông, tổ nghề đúc đồng Việt Nam, thờ chính ở chùa Keo - Thần Quang (Hành Thiện, xã Xuân Hồng).
- Nguyễn Giác Hải - Thiền sư, quốc sư thời Lý bạn đồng tu kết nghĩa với Dương Không Lộ, cùng chữa bệnh sợ tiếng Mộc Tinh cho vua Lý Nhân Tông, thờ chính ở chùa Viên Quang (Nghĩa Xá, xã Xuân Ninh).
- Đào Minh Dương - Đỗ tiến sĩ, mở đầu đỗ đại khoa huyện Xuân Trường đời vua Mạc Phúc Nguyên, 1550. Lúc này làng còn ở Giao Thủy - Hộ Xá (Nghĩa Xá, Xuân Ninh).[8]
- Phan Bá Vành - Thủ lĩnh khởi nghĩa nông dân kéo dài nhất triều Nguyễn 1821-1827, căn cứ chính ở Trà Lũ (xã Trà Lũ).
- Phạm Thế Lịch - Đỗ Đệ tam giáp đồng Tiến sĩ xuất thân 1828, khai khoa huyện Xuân Trường ngày nay, giữ các chức vụ Tả thị lang bộ Lễ, bộ Hình; Tham tri bộ Hộ, bộ Lại; Tuần phủ Bắc Ninh; hai lần Chánh sứ đi sang nhà Thanh (bố vợ Đặng Xuân Bảng, Lạc Quần, xã Xuân Ninh)
- Đặng Xuân Bảng - Đỗ đệ tam giáp đồng tiến sĩ xuất thân khoa thi Bính Thìn 1856, bổ làm Tuần phủ Hải Dương, Đốc học Nam Định (ông nội Trường Chinh, xã Xuân Hồng).
- Nguyễn Thế Truyền - Nhà cách mạng trong nhóm "Ngũ long" trước 1930 (xã Xuân Hồng).
- Nguyễn Thế Rục - Nhà cách mạng tham gia viết "Luận cương cách mạng Việt Nam" 1930 (xã Xuân Hồng).
- Trường Chinh - Tổng Bí thư Đảng Cộng sản Việt Nam (xã Xuân Hồng).
- Vũ Viết Hòa - Chủ nhiệm Kho KV2/Cục Quân khí/Tổng cục Kỹ thuật. Anh hùng lao động 1962 (xã Xuân Hồng).
- Đỗ Trực - Thượng úy, Phân đội trưởng Phân đội 2 thuộc đội ca nô Hồng Hà, Cục Vận tải, Tổng cục Hậu cần. Anh hùng Lực lượng vũ trang nhân dân 1967 (xã Xuân Thượng)
- Phạm Gia Triệu - Thiếu tướng, thầy thuốc nhân dân, bác sĩ quân y, Viện phó Viện quân y 108; chuyên gia về thần kinh hàng đầu Việt Nam, người xây dựng ngành phẫu thuật thần kinh trong quân đội. Đại biểu Quốc hội Việt Nam khóa VI. Anh hùng Lực lượng vũ trang nhân dân 1967 (xã Xuân Hồng)
- Đinh Thị Vân - Đại tá tình báo Quân đội nhân dân Việt Nam, Anh hùng Lực lượng vũ trang nhân dân đầu tiên ngành tình báo quốc phòng 1970 (xã Xuân Thành).
- Đặng Ngọc Ngự - Liệt sỹ, phi công đã bắn rơi 7 máy bay Mỹ. Anh hùng Lực lượng vũ trang nhân dân 1973 (xã Xuân Giang).
- Hoàng Thọ Mạc - Liệt sỹ, chiến sỹ tăng thiết giáp bắn cháy 8 xe tăng địch và hy sinh tại cầu Vĩnh Bình, cửa ngõ Sài Gòn 30/4/1975, Anh hùng Lực lượng vũ trang nhân dân 1975 (Thị trấn Xuân Trường)[9]
- Đỗ Nguyên Sáu - Chiến sĩ công an xung phong, hy sinh tại nhà xứ Trùng Phương (Hải Hậu) năm 1951 khi tiêu diệt trùm phản động Vũ Đức Khâm. Anh hùng Lực lượng vũ trang nhân dân 1996 (xã Xuân Thượng)[10]
- Vũ Khiêu - Viện trưởng viện Xã hội học, Anh hùng lao động 2000 (xã Xuân Hồng)
- Vũ Mạnh Hùng - Liệt sỹ, Trung đoàn trưởng 98 Sư đoàn 316. Năm 1950, chỉ huy Tiểu đoàn 215 tiêu diệt phỉ ở Thập Vạn Đại Sơn - Trung Quốc. Năm 2000, Nhà nước truy tặng Anh hùng Lực lượng vũ trang nhân dân (xã Xuân Vinh)[11]
- Phạm Văn Lãng - Liệt sỹ, chiến sĩ đặc công Tiểu đoàn Đặc công 89 Đà Nẵng, mở đầu đánh sân bay Đà Nẵng phá hủy sân bay và hàng chục máy bay năm 1965, tiêu diệt 61 lính Mỹ bằng bộc phá năm 1966. Anh hùng Lực lượng vũ trang nhân dân 2010 (xã Xuân Ninh)[12]
- Đinh Quốc Phòng - Chiến sĩ Công binh, dũng sỹ diệt Mỹ, Anh hùng Lực lượng vũ trang nhân dân 2010 (xã Xuân Phúc)[13]
- Nguyễn Đăng Kính - Thiếu tướng, Viện trưởng Viện Kiểm sát Quân sự Trung ương kiêm Phó Viện trưởng Viện kiểm sát nhân dân tối cao Việt Nam, trong 2 năm chiến đấu (1967-1968), ông đã 6 lần bắn rơi máy bay Mỹ, Anh hùng Lực lượng vũ trang nhân dân 2010 (xã Xuân Hồng)
- Nguyễn Văn Minh - Phi công bắn rơi 3 máy bay F-4 trong kháng chiến chống Mỹ, Anh hùng Lực lượng vũ trang nhân dân 2018 (xã Xuân Giang)
- Trần Ngọc Lương - Bác sĩ, thầy thuốc nhân dân, giám đốc bệnh viện Nội tiết trung ương, sáng tạo của kỹ thuật mổ nội soi tuyến giáp "Dr. Luong", Anh hùng lao động thời kỳ đổi mới năm 2020 (xã Xuân Thành - Xuân Giang).
- Đặng Quân Thụy - Trung tướng Quân đội nhân dân Việt Nam. Nguyên Chủ tịch Hội Cựu chiến binh Việt Nam, Phó Chủ tịch Quốc hội Việt Nam khóa IX, Chủ nhiệm Ủy ban Quốc phòng và An ninh, được phong tặng danh hiệu Anh hùng Lực lượng vũ trang nhân dân năm 2023 (xã Xuân Hồng).

## Văn nghệ sĩ
- Đặng Xuân Thiều (1909-1965) - Nhà thơ, nguyên giám đốc bảo tàng cách mạng Việt Nam (Hành Thiện, Xuân Hồng)
- Nguyễn Ngọc Tỉnh (1894-1973) - Nhà thơ, cán bộ phiên dịch Viện sử học (Hạc Châu, Xuân Châu)
- Đinh Ngọc Liên (1912-1991) - Nhạc sĩ, Đại tá, nguyên trưởng đoàn Quân nhạc Việt Nam (Phú Nhai, Trà Lũ).
- Nguyễn Văn Niêm - Biên kịch, nguyên trưởng ban sáng tác Hội nghệ sĩ sân khấu Việt Nam (Hành Thiện, Xuân Hồng)
- Nguyễn Quý Lãm - Nhạc sĩ, Tổng thư ký Việt Nam nhạc hội tại miền Nam Việt Nam, Giáo sư trường Quốc gia âm nhạc và kịch nghệ Sài Gòn (Hành Thiện, Xuân Hồng)
- Hồng Diệu - Nhà lý luận phê bình văn học, nguyên Trưởng ban lý luận phê bình tạp chí Văn nghệ quân đội (Xuân Bắc)
- Trịnh Kim Vinh - Họa sĩ, nguyên Phó hiệu trưởng trường ĐH Mỹ thuật tp Hồ Chí Minh
- Nguyễn Văn Từ - Nhà thơ, nguyên Giám đốc viện bảo tàng quân đội (Thọ Vực, Xuân Phong)
- Trần Thị Hằng (Nguyệt Hằng) - Nhà văn, nhà báo nguyên Trưởng phòng chuyên đề văn nghệ, thời sự chính trị Đài phát thanh truyền hình Hải Phòng (Xuân Trung, Trà Lũ)
- Nguyễn Thị Kim Liên - Nghệ sĩ nhân dân nghệ thuật chèo, 4 lần gặp Bác Hồ (Xuân Trung, Trà Lũ)
- Nguyễn Thế Tuyền - Nghệ sĩ ưu tú nghệ thuật chèo (Xuân Tân)

## Di tích lịch sử văn hóa và di tích nghệ thuật kiến trúc
- Chùa Keo Hành Thiện - Di tích quốc gia đặc biệt.
- Chùa Đĩnh Lan (tức chùa Ngoài Hành Thiện).
- Nhà thờ Phú Nhai (Vương cung thánh đường Đức Mẹ Vô Nhiễm).
- Nhà thờ chính tòa Bùi Chu.
- Nhà thờ Kiên Lao. (Xuân Tiến).
- Chùa Tự Lạc - Thọ Nghiệp: Nơi thành lập chi bộ Đảng đầu tiên của 3 huyện Xuân Trường, Hải Hậu và Giao Thủy.
- Nhà lưu niệm Tổng bí thư Trường Chinh.
- Chùa Hạc Châu - Xuân Châu (Di tích lịch sử quốc gia).
- Chùa Thọ Vực - Xuân Phong (Di tích lịch sử quốc gia).
- Chùa Liêu Đông - Xuân Tân (Di tích lịch sử quốc gia).
- Chùa Ngọc Tiên (Quê hương Tổ Giác Đạo Ngạn).
- Đền Thờ THànhàng Văn Quảng (Thành Hoàng Làng Ngọc Tiên - Tướng Quân đánh trận Đèo Ngang (Đâu Mâu)).
- Đền Trần Ngọc Tiên (thờ Đức Quốc Mẫu và Đức Thánh Trần Hưng Đạo)
- Nhà thờ Ngọc Tiên (xây dựng bằng gỗ lim năm 1903).
- Kim Sa Tự (Xuân Đài).
- Đền làng Trà Lũ Đông (Xuân Phương - Trà Lũ).

## Làng nghề
Xuân Trường là huyện đa dạng các nhóm nghề. Một số nghề duy trì tốt và ổn định như mộc, chế biến lâm sản, cơ khí, vận tải, chế biến thực phẩm và nông sản. Một số xã có nghề với thu nhập khá như Xuân Tiến, Xuân Trung, Xuân Ngọc, Xuân Phương, Xuân Ninh, Xuân Bắc. Các làng nghề truyền thống, làng nghề, nghề truyền thống, làng có nghề và nghề phụ tại các địa phương trong huyện:
- Làng mộc, chế biến gỗ Trà Đông (Trà Lũ).
- Nghề mộc, chế biến gỗ Trà Đoài (Trà Lũ).
- Làng thêu tranh Phú Nhai (Trà Lũ).
- Làng nghề đậu phụ Thủy Nhai (Xuân Giang).
- Làng nghề rượu Kiên Lao (Xuân Phúc).
- Làng nghề sơ chế gỗ xóm 10 (Xuân Phúc).
- Làng nghề cơ khí đúc chuông xóm 8, 9 (Xuân Phúc).
- Nghề chế biến thực phẩm xóm 6, 7 (Xuân Phúc).
- Làng bán rau thơm Hành Thiện (Xuân Hồng).
- Làng dệt lụa, dâu tằm Hồng Thiện (Xuân Hồng).
- Nghề cơ khí, mộc Bắc Câu (thị trấn Xuân Trường).
- Làng nghề vật liệu xây dựng (thị trấn Xuân Trường).
- Làng nghề dệt chiếu và cây cảnh Xuân Dục (Xuân Ninh).
- Nghề dệt cói, truyền thống vận tải thủy (Xuân Trung).
- Làng cốm, làng cót, làng mộc (Trà Lũ).

## Đặc sản địa phương
- Gạo tám thơm (xã Xuân Đài).
- Rượu Kiên Lao (xã Xuân Phúc).
- Thịt chuột Vạn Lộc (xã Xuân Phong).
- Nem Bà Thành (xã Xuân Phúc).
- Bánh hú (xã Trà Lũ).
- Sâu dâu (xã Trà Lũ).